# Karayusuflu (Sarıçam)
Karayusuflu è un villaggio nel distretto di Sarıçam, Provincia di Adana, Turchia